# フランク・ドビアス
フランク・ドビアス（Frank Dobias、本名フランツ・アウグスト・ルドルフ・デ・サンティス・ドビアシュ、Franz August Rudolph de Santis Dobiáš、1900年5月11日 - 1976年1月10日）は、オーストリア出身の画家・イラストレーター。
オーストリア＝ハンガリー帝国のグログニッツでボヘミア出身の父フランツ・ドビアシュ・シニアとイタリア貴族の血を引く母アンナ・マリア・カタリーナ・フォンディの息子として生まれる。祖父は建築家、父や叔父も副業で絵を描いていたという。ウィーンのKunstgewerbe SchuleとKunst Akademieでデザインや舞台芸術を学んだ後、1924年頃にアメリカ合衆国に移住し、アメリカ国籍を取得している。

## ちびくろ・さんぼ
岩波書店刊の絵本『ちびくろ・さんぼ』(1953年初版)の挿絵画家として知られる。ただし、これらの挿絵は、ニューヨークのマクミラン社(Macmillan)から1927年にThe Happy Hour Booksシリーズの中の1冊として刊行されたものに使われたものを、翻訳者の光吉夏弥がレイアウトなどを改変して用いたものである。
大ヒットとなったこの絵本により、日本では著名であるが、世界的にはあまり知られておらず、そのため没年も不詳である。
作品のほとんどは1940年代までに発表されており、岩波版『ちびくろ・さんぼ』が出版された1953年には故人であった可能性が高い。その傍証として、同絵本には第2話として「さんぼとふたごたち(Sambo and the Twins)」が収録されているが、ドビアスの挿絵ではなく、日本の漫画家である岡部冬彦が描いたものが採用されている。岡部冬彦は、岩波書店からドビアスの画風を真似て描くことを依頼されたため、一見同じ人物による挿絵と見紛うほどである。1953年当時は国際的な著作権に対する意識が薄かった時代とはいえ、こうした盗作まがいの作品をドビアスが見逃していたのも、すでに故人となっていたからであろうと守一雄は推測している。

## 作品リスト
- 『ちびくろサンボ』（径書房, 2008年）（下記、マクミラン社刊の復刻翻訳出版）
- 『ちびくろ・さんぼ』（岩波書店, 1953年）（下記、マクミラン社刊の改変翻訳出版）
- 『ちびくろ・さんぼ』（瑞雲舎, 2005年）（上記、岩波書店版の復刻出版）
- Bannerman, Helen. Little Black Sambo.  The Happy Hour Books. Macmillan, 1927.

（アメリカン・アーティスト・ブルーブック社の AskART のページに表紙の画像が掲載されている。）
- Siebe, Josephine. Kasperle’s Adventures.  Translated by Florence Geiser.  Macmillan, 1929.
- Morris, William. Sons of the Volsungs.   Adapted by Dorothy Hosford from Sigurd the Volsung by William Morris. Macmillan, 1932.
- Junior Bible. Macmillan 1936.
- Kelsey, Alice (Geer). Once the Hodja.   Longman’s 1943.

（Jeremy Schiff's Hodja homepage にOnce the Hodjaの話がフランク・ドビアスのイラスト付きで掲載されている。）